# Cicindela africana
Cicindela africana este o specie de Carabidae din genul Cicindela. 